# Robert Harris (pittore)
Robert Harris (Caerhun, 18 settembre 1849 – Montreal, 27 febbraio 1919) è stato un pittore canadese di origine gallese, noto soprattutto per i suoi ritratti dei "Padri della Confederazione" canadese.
Nato a Caerhun, Conwy (Galles) , emigrò nell'Isola del Principe Edoardo in Canada via Liverpool con la sua famiglia da giovane. In seguito studiò arte a Boston , nella Slade School of Fine Art di Londra , a Parigi sotto Léon Bonnat e a Roma. Viaggiò estesamente, stabilendosi infine a Montréal (Canada).
La sua commessa per dipingere i Padri della Confederazione giunse all'inizio della sua carriera (1883) e stabilì la sua reputazione come ritrattista.
In seguito fu ingaggiato da pubblicazioni giornalistiche dell'epoca per creare ritratti di personaggi famosi, che andavano da politici a delinquenti. Ad esempio, fece i ritratti degli accusati dell'omicidio della famiglia Donnelly per il Toronto Globe. Fu membro fondatore della Reale Accademia delle arti canadese (RCA), di cui fu eletto presidente nel 1893. Un'importante collezione delle sue opere è ospitata nel Centro delle arti della Confederazione di Charlottetown.
Il suo dipinto Una riunione degli amministratori della scuola (A Meeting of the School Trustees), che illustra uno scontro tra Kate Henderson, un'insegnante nota per i suoi innovativi metodi didattici, e gli amministratori della sua scuola, apparve su un francobollo canadese nel 1980 e fu drammatizzato in una puntata di Heritage Minutes.
Harris si sposò ma non ebbe figli. Era il fratello dell'architetto William Critchlow Harris ed ebbe un vivo interesse per l'opera artistica di sua cugina Kathleen Morris.
|  |  |